# Ryal
Ryal är en ort i civil parish Matfen, i grevskapet Northumberland i England. Orten är belägen 13 km från Hexham. Ryal var en civil parish 1866–1955 när det uppgick i Matfen. Civil parish hade 41 invånare år 1951.